# 22558 Mladen
22558 Mladen (tên chỉ định: 1998 HH3) là một tiểu hành tinh vành đai chính. Nó được phát hiện bởi Peter Kolény và Leonard Kornoš ở Đài thiên văn Modra ở Modra, Slovakia, ngày 22 tháng 4 năm 1998. Nó được đặt theo tên anh và cha của Kolény, đều có tên là Mladen. Người cha là một giáo viên sinh học và ngữ pháp ở trường ngữ pháp, và người anh là một nhà địa lý ở Đại học Comenius ở Bratislava, Slovakia.